# Liste des villes de la province de l'Équateur
Pour un article plus général, voir Équateur (province).
- Banganbola
- Basankusu
- Bikoro
- Boende
- Bokonzi
- Bokungu
- Bomongo
- Bolomba
- Bosobolo
- Budjala
- Bumba
- Businga
- Bwamanda
- Djolu
- Ekafera
- Gbadolite
- Gemena
- Ikela
- Ingende
- Karawa
- Libenge
- Lisala
- Loko
- Lukolela
- Makanza
- Mbandaka (capitale provinciale)
- Mbaya
- Monkoto
- Pimu
- Tandala
- Wapinda
- Zongo